# 城博俊
城 博俊（しろ ひろとし、1959年〈昭和34年〉9月18日 - ）は、日本の地方公務員。横浜市交通局長、同市副市長を経て神奈川県内広域水道企業団企業長。

## 来歴・人物
1987年４月 横浜市役所入職、2001年 (平成13年) 4月 総務局担当課長、2003年4月 衛生局医療対策部病院事業課市立病院経営問題担当課長、2004年4月 同局市立病院経営改革推進部市立病院経営改革推進課港湾病院担当課長、2005年4月 総務局組織改革推進部行政システム改革課長、2006年4月 行政運営調整局行政システム推進部行政運営課長、2007年7月 交通局経営部長、2008年4月 交通局副局長、2011年5月 政策局副局長、2012年4月 堀誠次の後任として病院経営局長、2015年4月 新設された医療局長。横浜版地域医療ビジョンの策定や各種がん対策、市民病院の再整備事業に取り組んだ。2017年4月 交通局長、2020年 (令和2年) 4月 渡辺巧教と荒木田百合の後任として林琢己とともに横浜市副市長就任。2024年3月 佐藤広毅を後任に横浜副市長退任。同年6月 神奈川県内広域水道企業団企業長就任。